# Plate-forme Ford C2
Pour les articles homonymes, voir C2.
La plateforme Ford C2 est une plateforme automobile développée par Ford depuis 2018, remplacent la plate-forme Ford C1 utilisée pour ses voitures compactes. La modularité de la plate-forme permet de l'utiliser pour différents modèles, ce qui répartit les coûts de développement sur un plus grand nombre de véhicules. Contrairement à son prédécesseur, la plate-forme C2 peut être utilisée pour des véhicules d'empattements et de largeurs différentes, de la sous-compacte à la compacte. Les véhicules basés sur la plate-forme C2 ont été évalués très favorablement en ce qui concerne les caractéristiques de conduite,.

## Applications
- Ford Bronco Sport (CX430; Depuis 2020)
- Ford Escape (quatrième génération) / Kuga (troisième génération) (CX482; Depuis 2019)
- Ford Focus (quatrième génération) (C519; Depuis 2018)
- Ford Maverick (P758; Depuis 2021)
- Lincoln Corsair (CX483; Depuis 2019)

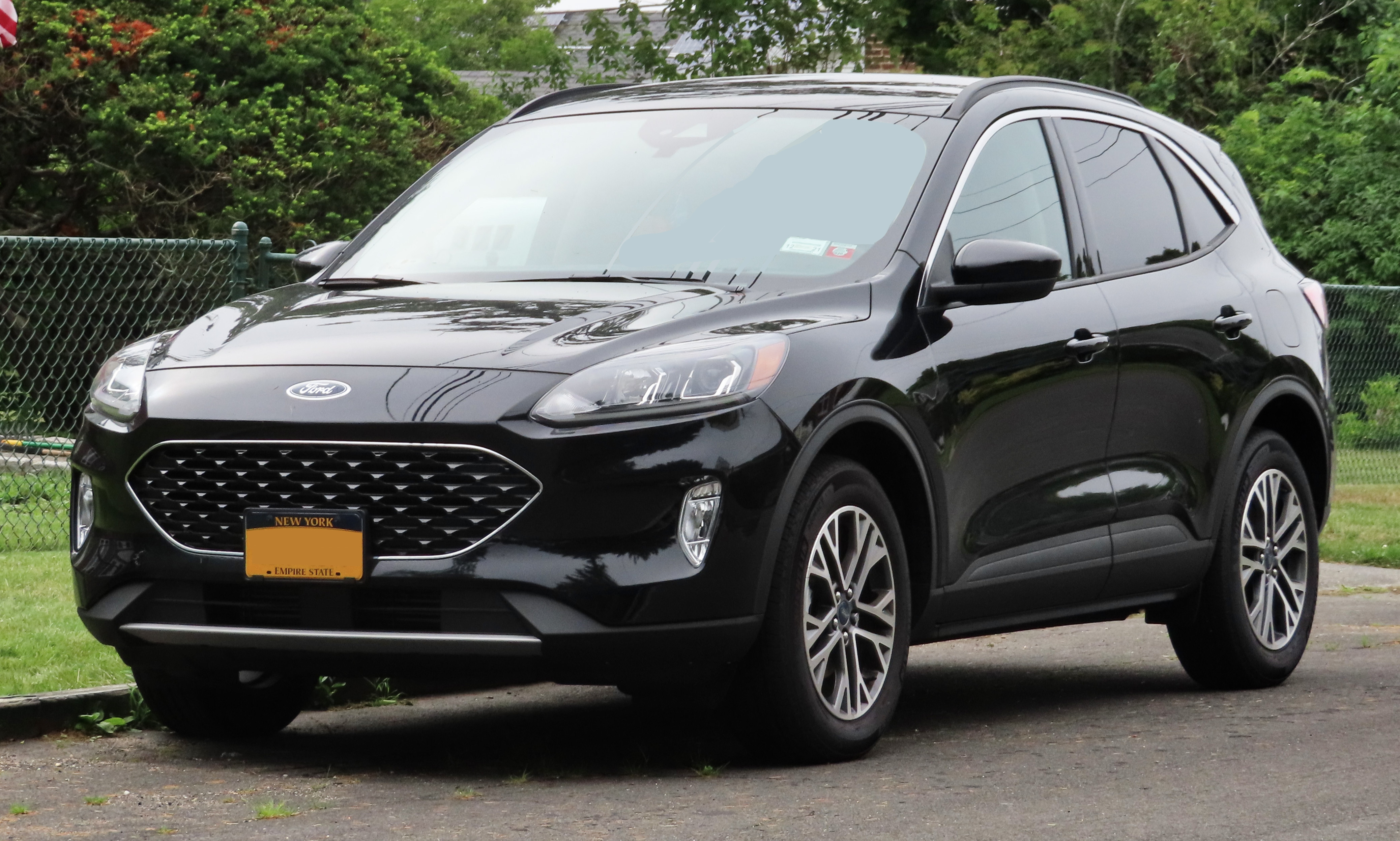
Ford Escape
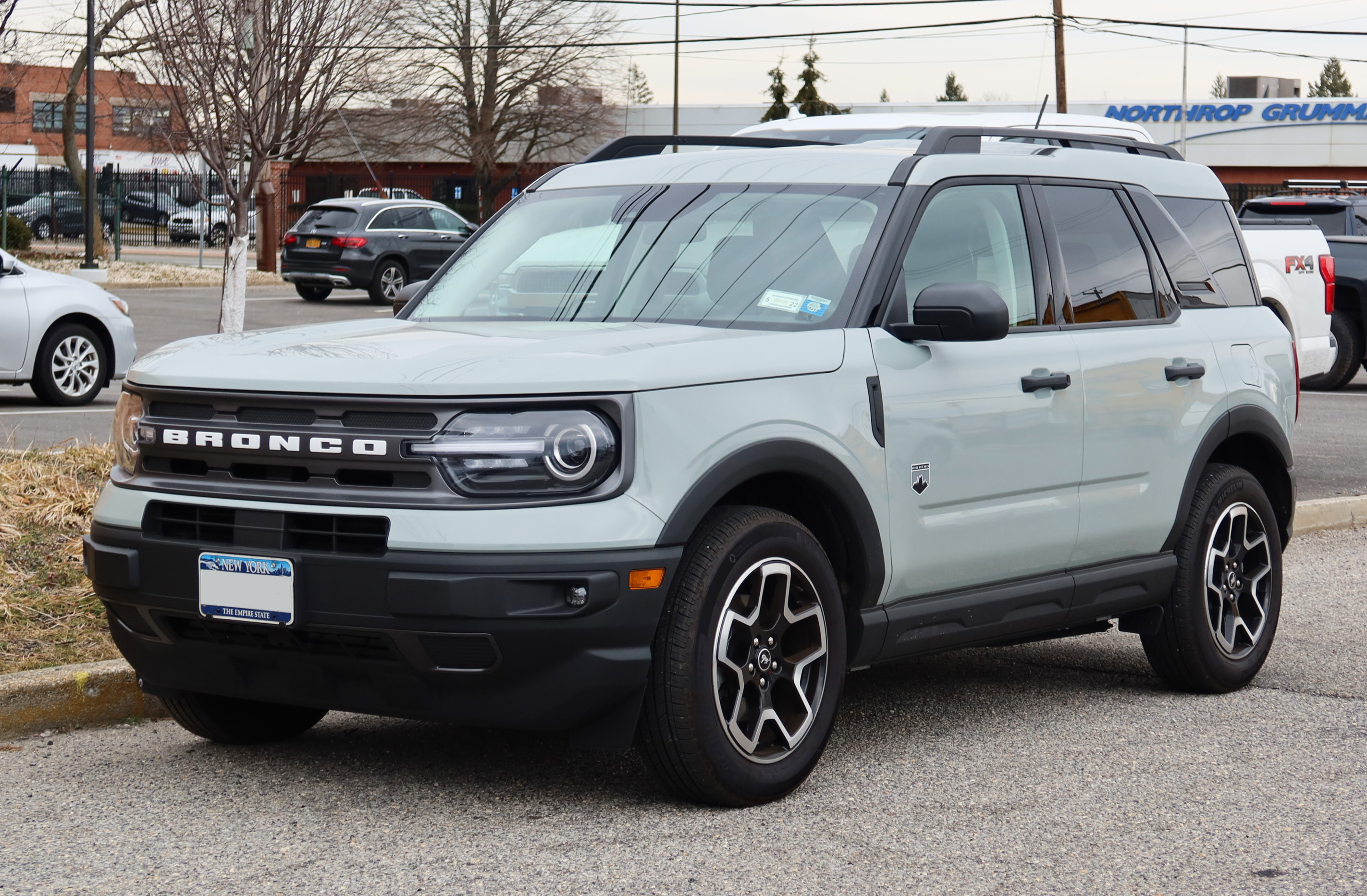
Ford Bronco Sport
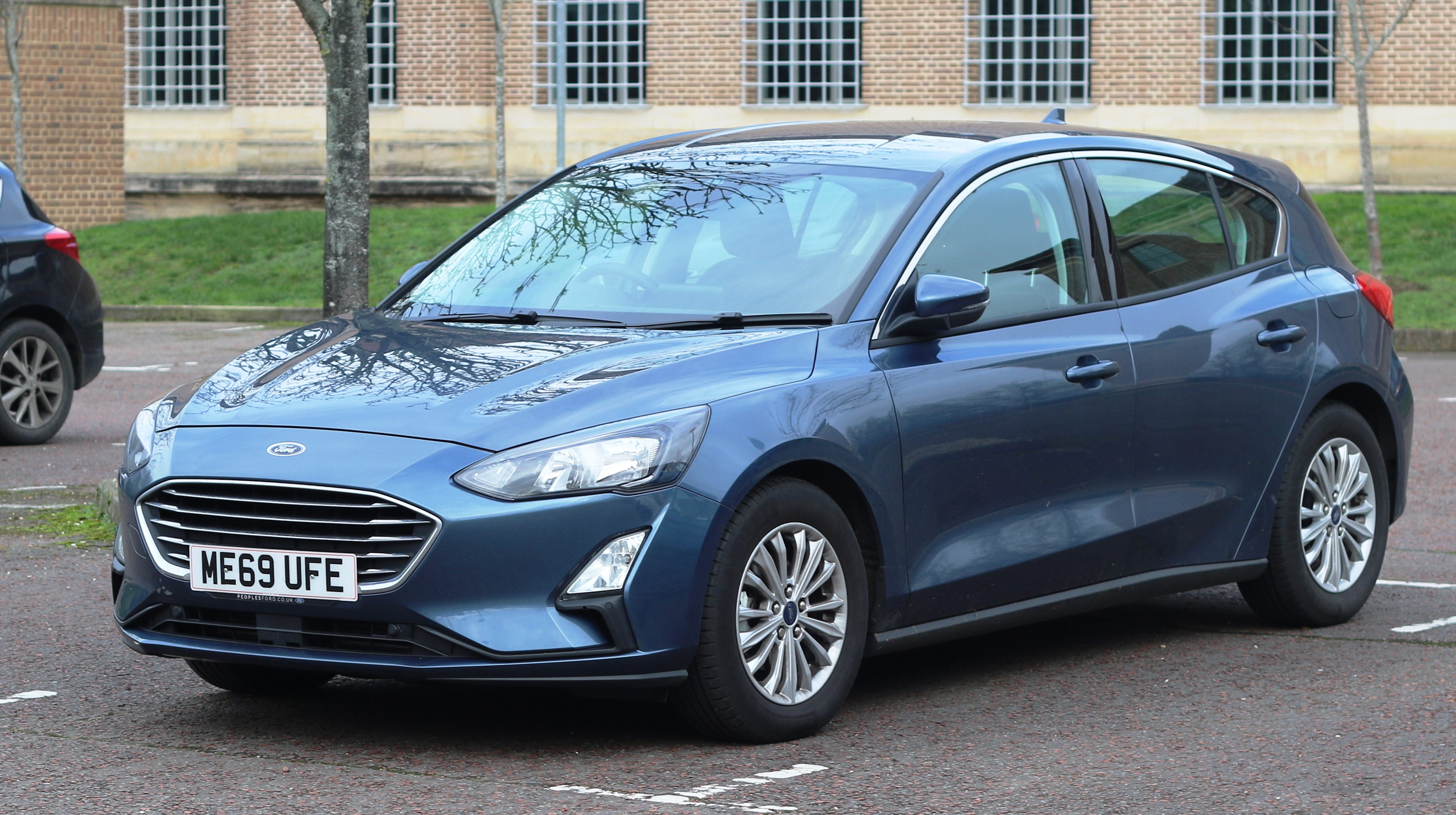
Ford Focus
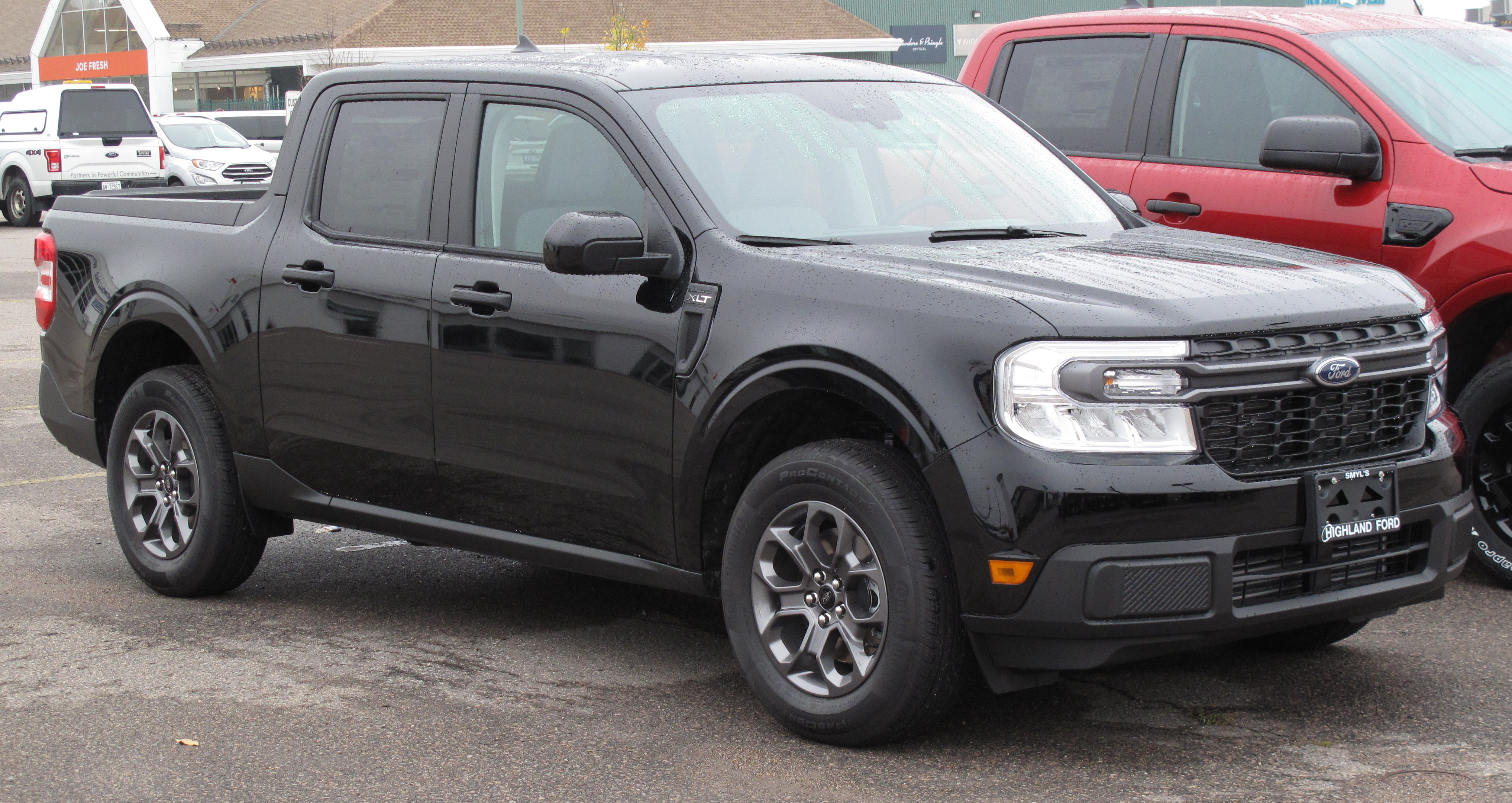
Ford Maverick
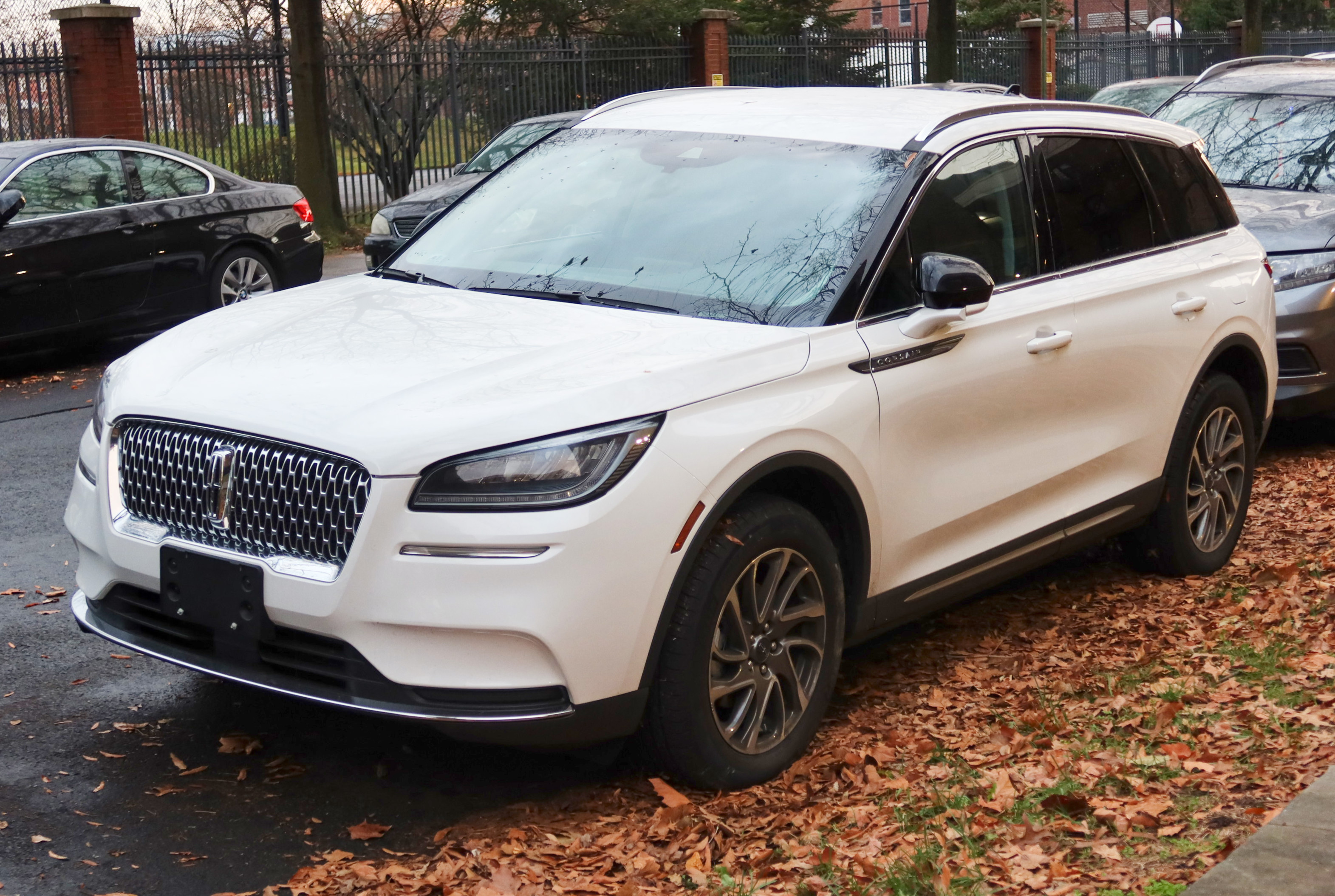
Lincoln Corsaire